# Baby do Brasil
Bernadete Dinorah de Carvalho Cidade (Niterói, 18 de julho de 1952), mais conhecida como Baby do Brasil e também como Baby Consuelo, é uma cantora, compositora e pastora brasileira.

## Biografia e Carreira

Novos Baianos, 1972.

### Início e formação dos Novos Baianos
Nascida em uma família de classe média alta de Niterói, é filha do jurista Luís Carlos Cidade e da jornalista Carmem Menna Barreto de Carvalho Cidade. Ainda na infância mudou-se para o Rio de Janeiro, onde foi criada. A artista sempre teve interesse por música, escrevia canções e queria fazer aulas de canto e violão. Os pais se opuseram, queriam que seguisse uma carreira tradicional. Por intermédio de parentes, aprendeu a tocar violão ainda na infância, chegando a vencer um festival de música de Niterói aos 14 anos, no qual interpretou uma música do maestro Eduardo Lages. Os conflitos com os pais se intensificaram no final da adolescência, pois eram controladores e não aceitavam a escolha profissional da filha. Aos 17 anos, deixou uma carta aos pais e fugiu de casa. Decidiu ir para Salvador, onde estava se expandindo o movimento rock no Brasil. Chegando lá, passou muitas necessidades, chegando a dormir nas ruas. Começou a pedir para cantar em bares em troca de comida, e isso agradou os comerciantes, pois cantava muito bem e viram seu estabelecimento lotar. Por uma grande sorte, conheceu Luiz Galvão, Paulinho Boca de Cantor e Moraes Moreira, uma banda musical em início de carreira. Juntos, formaram a icônica banda Novos Baianos, nesses mesmo ano de 1969, então, a jovem iniciou sua carreira como cantora no grupo. Bernadete Dinorah precisava escolher um nome artístico bem revolucionário para combinar com a banda, e optou por Baby Consuelo, em referência ao filme Meteorango Kid. Só em 1994, ela trocou de nome artístico e escolheu Baby do Brasil, mas até hoje é conhecida pelos dois nomes.
Através da banda, em 1969, Baby conheceu o guitarrista Pepeu Gomes, que se tornou seu primeiro namorado. Com poucos meses de namoro, foram morar juntos na casa dele, e no ano seguinte, em 1970, casaram-se oficialmente em Salvador. Com um ano de formação, a banda Novos Baianos lançou em 1970 seu primeiro disco, É Ferro na Boneca, pela gravadora RGE Fermata. O trabalho musical colocou a banda na mídia nacional. Pouco tempo depois, a banda se mudou para o Rio de Janeiro, e se estabeleceram em um sítio do bairro carioca de Vargem Pequena, laboratório para criação daquele que viria a ser seu LP de maior sucesso, Acabou Chorare, eleito pela revista Rolling Stone Brasil como "o maior álbum de música brasileira de todos os tempos". Baby e Pepeu permaneceram no grupo até 1978, quando foi decidido que cada um iniciaria sua carreira solo.

### Carreira Solo
O primeiro álbum solo de Baby, O Que Vier Eu Traço lançado em 1978, atinge grande sucesso de mídia e de vendagem pela gravadora Warner Music. Conta com as canções "Ele Mexe Comigo" (composição de Pepeu, Galvão e Baby); e com a faixa título (de Alvaiade e Zé Maria); além da clássica "Eu Sou Baby Consuelo" (de Pepeu, Galvão e Moraes). Seu primeiro grande sucesso solo foi a canção "Menino do Rio", de Caetano Veloso, composta exclusivamente para Baby e tema da novela Água Viva da Rede Globo. A música fez parte de seu segundo disco solo, Pra Enlouquecer, de 1979, novo campeão de vendas. Na capa, Baby aparece ao lado de quatro de seus (futuros) seis filhos: 'Riroca (que viria a trocar seu nome para Sarah Sheeva), Zabelê, Nana Shara e Pedro Baby. Os quatro tornaram-se músicos, e as três garotas viriam a formar a girl band SNZ. Baby ainda daria à luz outros dois meninos: Krishna Baby (que aparece na contracapa do disco que leva o nome da criança, de 1984) e Kriptus Baby (presente na capa do álbum Sem Pecado e Sem Juízo, do ano seguinte).
Em 1980, Baby lançou o disco gravado ao vivo em sua apresentação no 14th Festival de Jazz de Montreux, que conta com as canções "Minha Oração" (de Baby, Pepeu e Oswaldinho do Acordeon) e "Toda Donzela" (de Baby, Pepeu e Jorginho Gomes). Em 1981, a cantora lançou o icônico álbum Canceriana Telúrica, que conta com o clássico que virou mais hit em sua voz: "Todo Dia Era Dia de Índio", de Jorge Ben Jor; além dos sucessos "Um Auê Com Você" (composição de Baby); e "Telúrica" (de Baby e Jorginho). Em 1982, sai o disco Cósmica, que além da faixa título, conta com o sucesso "Emília, A Boneca Gente" – composto por Baby, em parceria com Pepeu Gomes – para a personagem do Sítio do Pica-pau Amarelo, de Monteiro Lobato.
Em 1984, Baby apareceu grávida na capa do disco batizado Kryshna Baby, que é o nome do seu quinto filho com Pepeu Gomes, em álbum que trouxe dez faixas de autoria de Baby com diversos parceiros. Em 1985, a cantora lançou o álbum Sem Pecado e Sem Juízo, em que aparece amamentando o seu sexto filho Kriptus Baby na capa, e que conta com o sucesso da faixa título (parceria de Baby e Pepeu), além da faixa "Rock das Crianças", também da dupla, que conta com a participação das suas três filhas. No mesmo ano, Baby e Pepeu se apresentaram na primeira edição do Rock In Rio, em shows solo. Em 1987, Baby, Pepeu e Paulinho se reuniram em uma apresentação única no Teatro Castro Alves, em Salvador.
Em 1990, Baby se apresentou em uma reunião inédita com os Novos Baianos, em cima do trio elétrico, no carnaval de Salvador. Em 1991, lançou o álbum Ora Pro Nobis, que conta com uma regravação de "Ave Maria" (de Sebastian Bach), além de parcerias da cantora com Nando Chagas. Em 1997, sai o álbum Acústico – Baby do Brasil, com sucessos de sua carreira e regravações de outros grandes clássicos da MPB. No mesmo ano, lançou o álbum Um, que conta com dez faixas de sua autoria com parceiros diversos. Ainda em 1997, reuniu-se mais uma vez com os Novos Baianos, para gravar o disco Infinito Circular – dessa vez com participação de Moraes Moreira – com diversos sucessos do grupo.
No fim da década de 1990, Baby batizou-se, tornando-se evangélica, mantendo sua carreira de cantora ao mesmo tempo em que se tornou pastora do Ministério do Espírito Santo de Deus, em Nome do Senhor Jesus Cristo, fundado por ela em 5 de abril de 2000. Seu primeiro disco depois de tornar-se evangélica foi Exclusivo para Deus, de 2000, com canções dedicadas à música gospel. Em 2009, durante o carnaval de Salvador, se reuniu novamente com Paulinho Boca de Cantor e Pepeu Gomes para duas apresentações no trio elétrico batizado "Os Novos Baianos". No mesmo ano, o grupo se apresentou na Virada Cultural, em São Paulo, em um show visto por um milhão de pessoas. Em 2010, começa a ser produzido o documentário "Apopcalipse segundo Baby", com direção de Rafael Saar, uma cinebiografia da artista. Em 2011, sai outro trabalho na linha gospel, o disco Geração Guerreiros do Apocalipse.

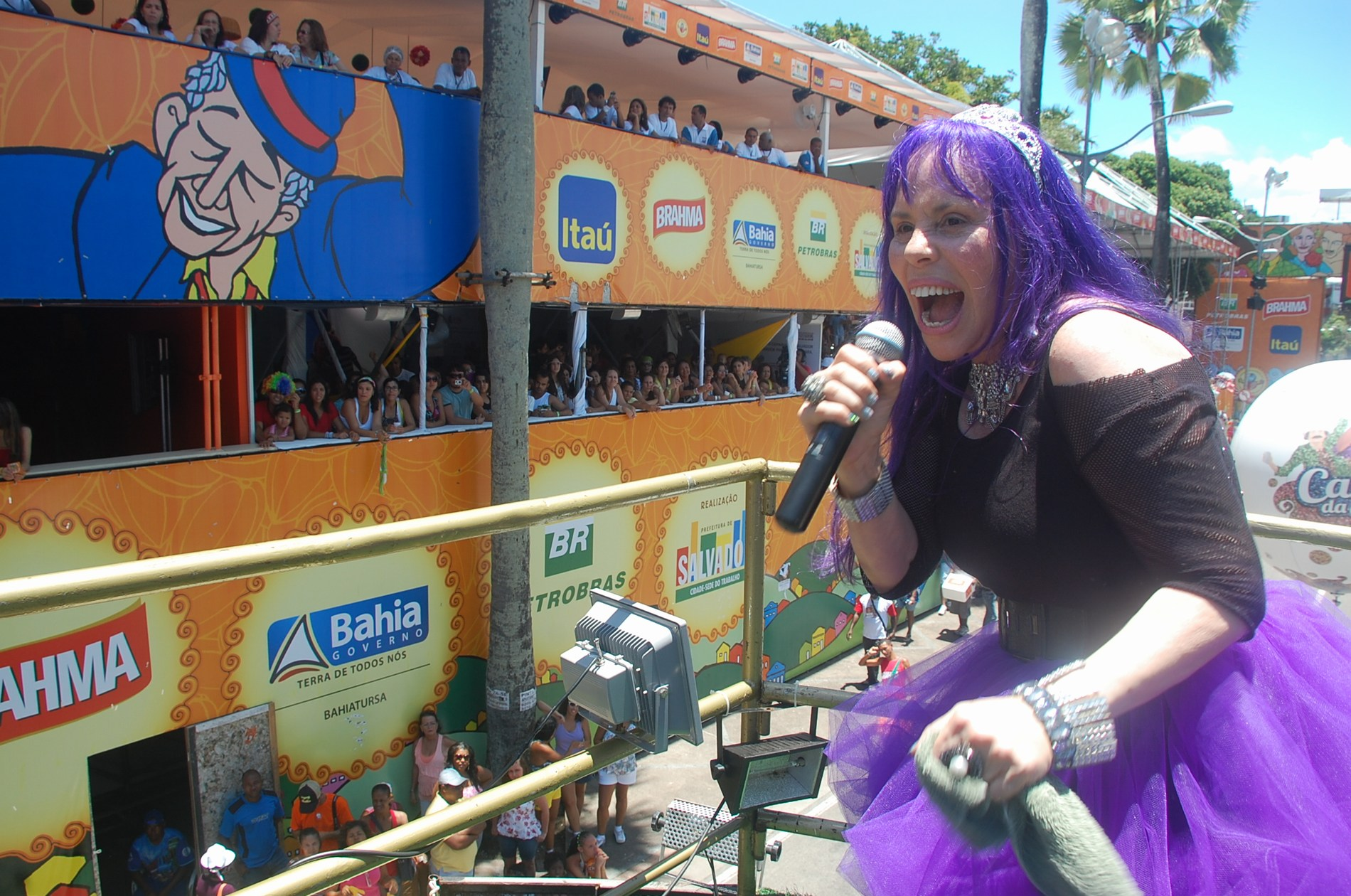
Baby durante o Carnaval de Salvador (2012).

Após uma temporada dedicada à música gospel, em 2012 apresentou-se no Vivo Open Air, no Jockey Club Brasileiro carioca, interpretando clássicos de sua carreira com arranjos do seu filho, o músico Pedro Baby. O show, intitulado "Baby Sucessos", contou com a participação de Caetano Veloso, com quem cantou “Menino do Rio”, de autoria dele. Em janeiro de 2014, Baby do Brasil e o filho Pedro Baby registraram em formato audiovisual o show que marca o retorno da cantora aos palcos seculares, realizado no Imperator Centro Cultural João Nogueira, no Rio de Janeiro. O DVD foi lançado em abril de 2015 nas plataformas digitais e vários sites na Internet, e um mês depois, a versão física do CD e DVD foram lançadas. Em maio de 2014, se apresenta na Virada Cultural, em São Paulo.
Em setembro de 2015, após quase três décadas sem dividir o palco, se apresenta com Pepeu Gomes no Palco Sunset do Festival Rock in Rio. Em dezembro, o grupo Novos Baianos anunciou um retorno com a formação original. A turnê "Acabou Chorare – Novos Baianos Se Encontram" teve sucesso absoluto e durou até 2018.
Em 2016, junto de Rogério Flausino e Sergio Mendes, lança o single “Se Ligaê”, lançado como uma espécie de hino otimista para celebrar o Brasil e a chegada dos Jogos Olímpicos ao país. Em 22 de julho de 2022, sai o disco Baby & Pepeu ao vivo no Noites Cariocas, gravado no Morro da Urca no Rio de Janeiro. No mesmo mês, estreiam turnê inédita chamada "140 Graus", na Concha Acústica, em Salvador.

## Vida pessoal
Foi casada com o guitarrista Pepeu Gomes por dezenove anos, de 1969 a 1988, quando se divorciaram. Após a separação manteve outros relacionamentos, mas não quis casar-se novamente. Juntos, Baby e Pepeu tiveram seis filhos, todos nascidos de parto normal no Rio de Janeiro: Sarah Sheeva (nascida Riroca, em 1973), Zabelê (1975), Nãna Shara (1976), Pedro Baby (1978), Krishna Baby (apelido: Xaxá, em 1984) e Kriptus Gomes em (1985). Em 1991, nasceu sua primeira neta, Rannah Sheeva, filha de Sarah.
No início de 2017, durante o Fantástico da Rede Globo Baby assumiu o namoro com o ex-jogador de futebol Casagrande. O namoro durou poucos meses, mas a amizade entre eles continua. Um dos motivos da separação seria a decisão da cantora de não ter relações sexuais antes de casar.

## Discografia

### Com os Novos Baianos
- É Ferro na Boneca (1970)
- Novos Bahianos + Baby Consuelo ‎– No Final Do Juízo (1971)
- Acabou Chorare (1972)
- Novos Baianos F.C. (1973)
- Novos Baianos (1974)
- Vamos Pro Mundo (1974)
- Caia na Estrada e Perigas Ver (1976)
- Praga de Baiano (1977)
- Farol da Barra (1978)
- Infinito Circular (1997, ao vivo)
- Acabou Chorare - Os Novos Baianos se encontram (2017)

### Solo
| Ano  | Álbum                                | Vendas    |
| 1978 | O Que Vier Eu Traço                  | 400 000   |
| 1979 | Pra Enlouquecer                      | 1 000 000 |
| 1980 | Ao vivo em Montreux                  | 450 000   |
| 1981 | Canceriana Telúrica                  | 1 400 000 |
| 1982 | Cósmica                              | 950 000   |
| 1984 | Kryshna Baby                         | 700 000   |
| 1985 | Sem Pecado e sem Juízo               | 1 100 000 |
| 1991 | Ora pro Nobis                        | 250 000   |
| 1997 | Um                                   | 100 000   |
| 1998 | Acústico Baby do Brasil              | 150 000   |
| 2000 | Exclusivo para Deus                  | 35 000    |
| 2011 | Geração Guerreiros do Apocalipse     | -         |
| 2015 | Baby Sucessos - A menina ainda dança | 25 000    |

### Participação em Outros Projetos
- 2019 - Musical "70? Década do Divino Maravilhoso"
- 2017 - Espetáculo "Jazz e Divas - Uma Homenagem a Elza Soares" - Músicas: "Brasileirinho" e "Malandro".
- 2016 - Sambabook Jorge Aragão - Música: "Malandro".
- 2016 - Single "Se Ligaê" - com Sérgio Mendes e Rogério Flausino[25]
- 1999 - DVD Tributo a Cazuza - Música: "Codinome Beija-flor"
- 1987 - LP Mara Maravilha - Música: "Bola de Cristal"
- 1985 - A Era dos Haley - Trilha do Especial da Rede Globo - Música: Que Delícia.
- 1985 - LP - A Turma do Balão Mágico vol. 4 - Música: Um raio de Sol
- 1984 - LP - A Turma do Balão Mágico vol. 3 - Música: Mãe me dá um dinheirinho - Participação Especial de Pepeu Gomes
- 1984 - Pirlimpimpim II - Trilha do Especial da Rede Globo - Músicas: Circo Pirado e Frevo Palhaço - Participação Especial Hebert Richers Jr
- 1983 - LP - A Turma do Balão Mágico vol. 2 - Música: Juntos
- 1983 - A Casa de Brinquedos - Trilha do Especial da Rede Globo - Música: A espingarda de Rolha
- 1982 - Pirlimpimpim - Trilha do Especial da Rede Globo - Músicas: Emilia, a boneca gente, Lindo Balão Azul e Real Ilusão